# Obrium prosperum
Obrium prosperum là một loài bọ cánh cứng trong họ Cerambycidae.